# وی لایو

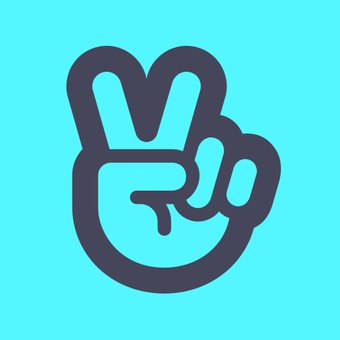
لوگو وی‌لایو

وی لایو (انگلیسی: V Live؛ معمولاً به سبک نوشتاری VLIVE است) که گاهی به نام وی اپ (انگلیسی: V App) نیز نامیده می‌شود، سرویس پخش ویدئوی زندهٔ کره جنوبی است که به سلبریتی‌های مستقر در این کشور اجازه می‌دهد ویدئوهای زنده مانند جلسه‌های لایو چت با طرفداران، اجراها، ریلیتی شو و برنامه‌های جایزه در اینترنت را پخش کنند. استریم به صورت آنلاین در تلفن‌های همراه اندروید و آی‌اواس در دسترس است با پخش مجدد که قبلاً در رایانه‌های شخصی در دسترس بود (دیگر در برخی از کامپیوترها به دلیل استفاده از ویدیوهای فلش موجود نیست). این شرکت متعلق به ناور کورپوریشن است و در اوت ۲۰۱۵ تأسیس شد و در ۲ مارس ۲۰۲۲ به کمپانی وی‌ورس منتقل شد.

## تاریخچه
در سال ۲۰۰۷، ناور کورپوریشن پلتفرم کانال ویدئویی خود را راه‌اندازی کرد، اما در بسیاری از کشورها دارای دسترسی بسیار محدود و غیرقابل‌دسترس بود.
در اوایل اوت ۲۰۱۵، ناور کورپوریشن اپلیکیشن پخش زندهٔ وی لایو را منتشر کرد. این برنامه در اصل تنها در گوگل پلی استور برای اندروید در دسترس بود، اما بعداً در آی‌تیونز شروع به کار کرد. هدف از این برنامه رسیدن به پایگاه‌های طرفداران بین‌المللی، به ویژه در کشورهای ژاپن، چین، تایوان، تایلند و ویتنام بود. بنابراین هیچ محدودیت منطقه‌ای وجود نداشت و وبگاه گزینه‌های مختلف زبانی مانند انگلیسی، چینی و ژاپنی داشت.
وی لایو سرویس بتا را در ۱ اوت ۲۰۱۵ ارائه داد و سرویس رسمی در ۱ سپتامبر ۲۰۱۵ شروع به کار کرد.
وی لایو نسخهٔ کامل اندروید را در ۲ سپتامبر ۲۰۱۵ منتشر کرد و نسخهٔ کامل آی‌اواس در اواسط سپتامبر ۲۰۱۵ منتشر شد.
بر اساس سنسور تاور، این برنامه دارای ۲۰۰٬۰۰۰ دانلود بود و در اوت ۲۰۱۷ ۶۰۰٬۰۰۰ دلار درآمد کسب کرد. تا ماه مه ۲۰۱۸، برنامه وی لایو بیش از ۱ میلیون دانلود در گوگل پلی استور و آی‌تیونز داشت.
در ۲۷ ژانویه ۲۰۲۱، اعلام شد که ناور کورپوریشن سرویس وی لایو خود را به شرکت تابعهٔ فناوری هایب کورپوریشن، شرکت وی‌ورس (قبلا به عنوان بی‌ان‌اکس؛beNX Inc شناخته می‌شد) منتقل می‌کند و با پلتفرم وی‌ورس خود ادغام می‌شود. این انتقال قرار است از ۲ مارس ۲۰۲۲ آغاز شود.